# 매슈 브로더릭
매슈 브로더릭(Matthew Broderick, 1962년 3월 21일 ~ )은 토니상을 2번 수상한 미국의 영화 및 연극 배우로 《페리스의 해방》, 《고질라》, 《위험한 게임》의 주연으로 잘 알려져 있다. 아카데미상 수상작인 《라이온 킹》과 후속작인 《라이온 킹 2》에서 심바의 목소리를 맡았다. 또한, 뮤지컬 작품인 《프로듀서스》의 영화, 브로드웨이 모두에서 레오 브룸 역을 연기하였다. 남북 전쟁 드라마 영화 《영광의 깃발》에서는 로버트 쇼 대령 역을 맡았다.

## 어린 시절
브로더릭은 뉴욕 시에서 극작가이자 배우, 화가인 퍼트리셔와 배우 제임스 브로더릭의 아들로 태어났다. 퍼트리셔의 작품은 그녀가 죽은 후 뉴욕의 타이보 드 나지 갤러리에 전시되고 있다. 브로더릭의 어머니는 유대인이었고, 아버지는 아일랜드 출신의 가톨릭 교도였다. 브로더릭은 시티 앤 컨트리 학교 (맨해튼의 K–8 학교)에서 초등/중학교 과정을 지냈으며, 월든 학교 (맨해튼의 폐교된 사립 학교)에서 고등학교 과정을 밟았다.

## 경력
브로더릭은 17세에 HB 스튜디오 워크샵 프로덕션의 극작가 호튼 푸트의 연극 On Valentine's Day를 통해 정식으로 연기 무대에 데뷔하였는데, 푸트의 친구였던 자신의 아버지의 상대역으로 등장하였다. 이 연극을 계기로 오프 브로드웨이 프로덕션의 하비 피어스테인의 Torch Song Trilogy에도 출연하게 되고, 이것이 뉴욕 타임즈의 연극 평론가 Mel Gussow에게 좋은 평가를 받아 브로드웨이의 주목을 받았다. 브로더릭은 2004년 60 Minutes II와의 인터뷰에서 그 당시 받은 평가에 대해 다음과 같이 언급하였다.:
| “ | 내가 이 평가를 알기 전에, 나는 그저 끝내주는 연극에 있는 어떤 녀석인것만 같았다. 그런데 갑자기 모든 문이 활짝 열리기 시작했다. 이것은 단지 그 문이 닫히기 전에 멜 구소우가 갑자기 들이닥쳤기 때문이다. 정말 놀라운 일이다. 이 모든 것들을 통해 주위의 통제에서 벗어날 수 있었다. | ” |

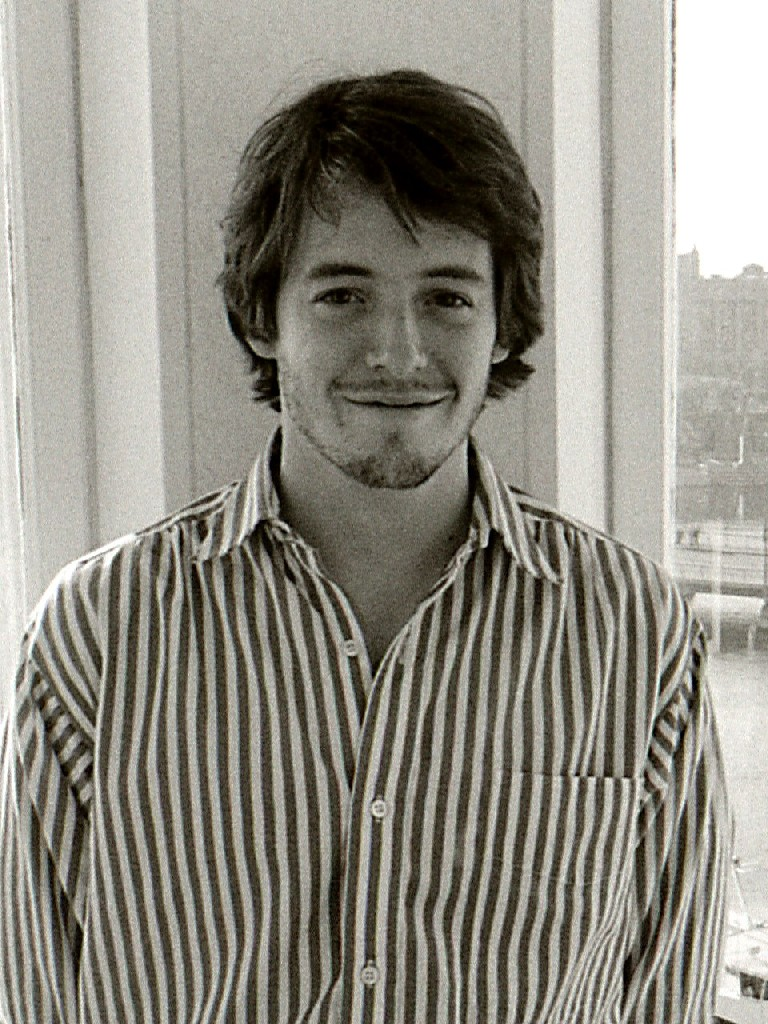
1986년 12월 스웨덴에서
《페리스의 해방》 프로모션 진행

그는 이후 네일 시몬의 연극 Eugene trilogy의 Brighton Beach Memoirs와 Biloxi Blues에서 주인공 유진 모리스 제롬 역으로 출연하였다. 그가 처음으로 출연한 영화의 각본 또한 네일 시몬이 맡았다. 브로더릭은 《돌아온 맥스 듀간》 (1983)으로 데뷔하였으며, 처음으로 성공한 영화는 1983년 여름에 개봉한 《위험한 게임》이었다. 이 영화에 이어 1985년 《레이디호크》에는 필립 개스톤 역할로 출연하게 된다. NBC의 시트콤 Family Ties의 알렉스 P. 키튼 역할의 오디션에 지원하여 합격하였지만 영화 스케줄 때문에 역할을 포기하였다. 이후 《페리스의 해방》에서 매력있고 영리한 악동 역할을 맡게 되는데, 당시 23세였던 브로더릭이 고등학교 학생으로 등장하여 자신을 잡으려는 학생 주임을 피해 여자친구와 친구 세 명이서 시카고를 돌아다니며 자유를 만끽하는 모습을 연기한다. 이 영화는 1980년대 가장 인기 있었던 코미디이자 브로더릭이 맡았던 유명한 역할 (특히 10대 관객에게) 중의 하나로 기록된다. 1989년 영화 《영광의 깃발》에서 브로더릭은 남북 전쟁의 영웅 로버트 굴드 쇼를 연기하여 좋은 평가를 받았다.
1990년대에 들어서, 브로더릭은 흥행에 성공한 애니메이션 영화 《라이온 킹》의 사자 심바의 성인 목소리 연기를 맡았다. 또한, 두 개의 블랙 코미디에서 두각 있는 연기로 주목을 받았는데, 《케이블 가이》에서는 정신 나간 케이블 수리공 (짐 캐리 분)과 친해지게 되는 미혼남의 역할, 알렉산더 페인의 《일렉션》에서는 잘난체하는 학생 (리즈 위더스푼 분)을 학생 회장 선거에서 떨어뜨리려고 하는 오마하 고등학교 선생 역할을 맡았다.
브로더릭은 1990년대에 브로드웨이로 돌아가 How to Succeed in Business Without Really Trying으로 토니상 연기 부문을 수상하고, 2001년 멜 브룩스의 《프로듀서스》 뮤지컬판으로 토니상 연기 부문 후보에 올라 다시 한번 뮤지컬 스타의 유명세를 얻게 되었다. 또한 2005년 《프로듀서스》의 극장판을 비롯하여 여러 장편 영화에도 계속해서 출연하였다. 브로더릭은 영화 《프로듀서스》에서 뮤지컬 공연과 동일하게 레오폴드 "레오" 브룸 역할을 맡았다. 영화에서 레오 브룸은 고의적으로 실패할 뮤지컬을 만드는데 협력하지만, 뮤지컬이 성공하게 되는 회계사이다. 브로더릭이 《프로듀서스》에서 부르는 노래는 모두 다른 등장인물과 함께 부르는 것이다.
브로더릭은 《라이온 킹》과 《프로듀서스》에 함께 출연하였던 배우 네이단 레인을 2005년 10월 브로드웨이에서 개막한 The Odd Couple에서 다시 만난다. 브로더릭은 브로드웨이의 The Philanthropist라는 작품에서 대학 교수 역할로 출연하고 있으며, 이 공연은 2009년 4월 10일에서 6월 28일까지 계속된다.
브로더릭은 1983년 주연을 맡은 연극 Brighton Beach Memoirs와 1995년 뮤지컬 How to Succeed in Business Without Really Trying을 통해서 총 두 개의 토니상을 수상하였다. 《프로듀서스》를 통해서 뮤지컬 부문 남우주연상 후보에 올랐지만 레인에게 패하였다. 현재 매슈 브로더릭은 연극 부문 남우주연상 최연소 수상자이다.

## 사생활
브로더릭은 《페리스의 해방》에 함께 출연한 제니퍼 그레이와 1986년에 잠시동안 약혼을 하기도 하였다.

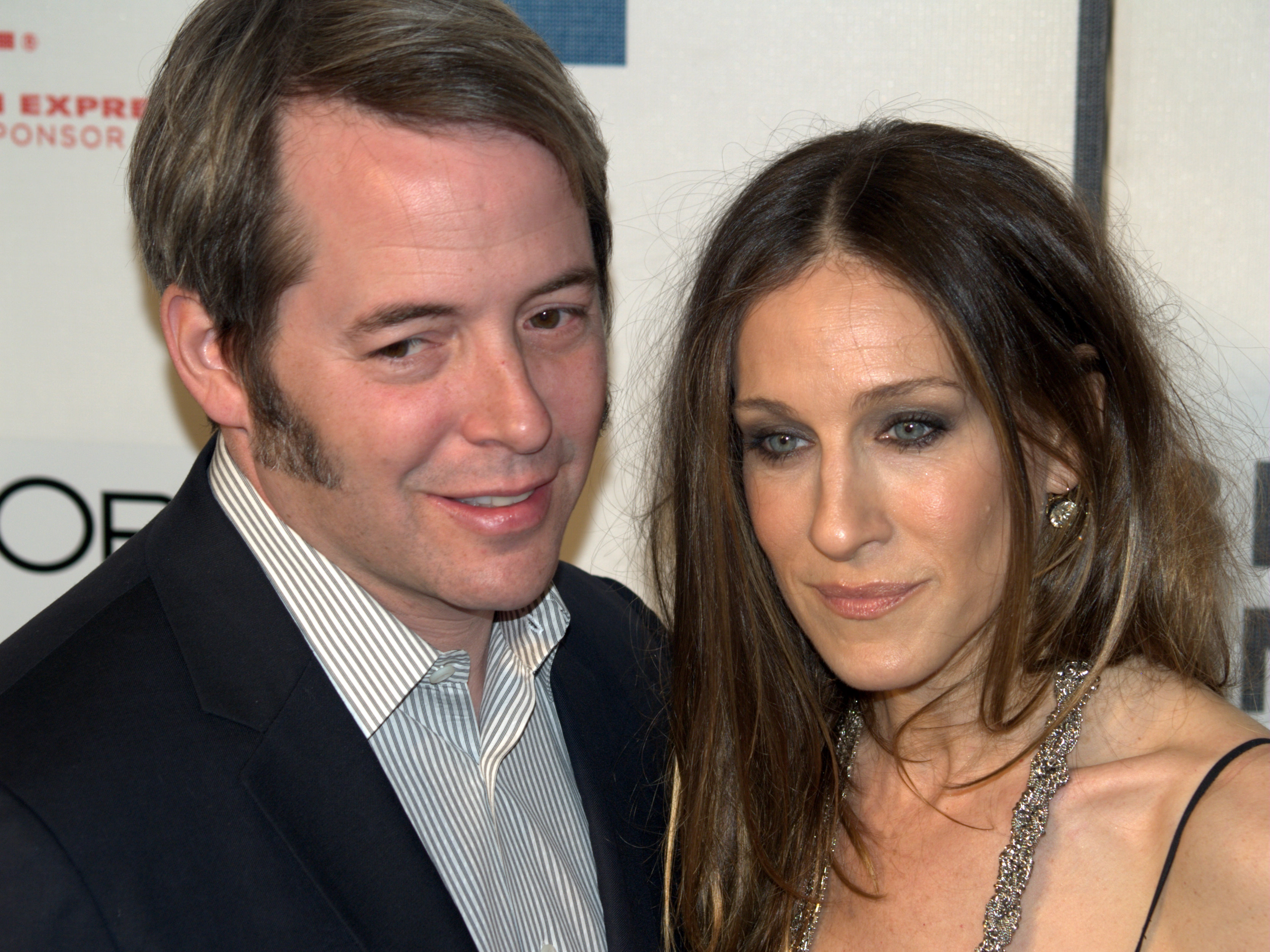
2009년 행사에 참석한 브로더릭과 그의 아내 세라 제시카 파커

브로더릭의 배우자는 배우 세라 제시카 파커로, 그녀의 오빠를 통해서 서로 만나게 되었다. 둘은 1997년 5월 19일 라워 에스트 사이드의 시나고그에서 정식 결혼식을 치렀다. 이것은 파커와 브로더릭이 스스로를 문화적으로 유대인이라고 여긴 것에 비롯하였다. 장소와 다르게 결혼식은 세속적으로 이루어졌으며, 그의 누이인 감독 목사 자넷 브로더릭 크래프트가 거행하였다. 브로더릭은 파커와의 사이에서 2002년 10월 28일 아들 제임스 윌키 브로더릭을 낳았다. 브로더릭은 2006년 6월 미국의 주간지 〈라이프 앤 스타일〉이 아버지의 날을 맞아 실시한 설문 조사에서 최고의 아빠 6위로 선정되었다. 2009년 4월 28일에는 브로더릭과 파커가 대리모를 통해서 그 해 여름에 여자 쌍둥이를 얻을 것으로 확인되었다. 대리모는 2009년 6월 22일 브로더릭과 파커의 두 딸인 마리온 로레타 엘웰과 타비타 호지를 출산하여 그들에게 인계하였다.
브로더릭 가족은 현재 뉴욕에 살고 있지만, 휴일에는 잉글랜드 도니골 주의 별장에서 대부분의 시간을 보낸다. 이곳은 브로더릭이 어렸을 적에 여름을 지낸 곳이다.
그는 왼손잡이로, 첫 영화인 맥스 듀간의 귀환에서 야구를 하는 모습을 증거로 들 수 있다.
브로더릭은 열성 야구 팬으로, 가장 좋아하는 팀은 뉴욕 메츠이다. 셰이 스타디움의 연대기를 다룬 DVD "Shea Goodbye: 45 Years of Amazin"에서 나레이션을 맡기도 하였다.

### 사고
1987년 8월 5일, 브로더릭은 아일랜드에서 당시 약혼한 사이였던 그레이와 함께 휴가를 보내고 있었다. 대여한 BMW를 타고 퍼매너 주 에니스킬린 지방 도로에서 반대 길로 달리던 브로더릭은 지나가던 차량과 정면 충돌하게 되었고, 이 사고로 상대편 차에 타고 있던 운전자 30세 안나 갤러거와 그의 어머니 마거릿 도허티가 즉사하였다.
음주를 하지 않았던 브로더릭은 다리와 늑골에는 골절상, 폐에는 충격을 입고 4주 동안 벨파스트 병원에서 치료를 받았다. 그레이는 큰 부상을 입지 않았다. 브로더릭은 관계자들에게 충돌에 대해 기억이 나지 않으며, 왜 잘못된 길로 달렸는지 모르겠다고 언급하였다. "나는 사고가 난 그 날에 침대를 정리한 것만 약간 기억이 난다. 내가 그 이후로 기억나는 것은 병원에서 일어난 것이다."
위험한 운전으로 인한 죽음에 책임을 져야했던 브로더릭은, 5년 이상의 형을 살아야 하는 법적인 문제에 직면하였다. 브로더릭은 자신의 부주의한 운전 과실을 인정하였고, 벌금으로 175 달러를 지불하였다. 희생자의 가족들은 이 판결을 "엉터리 같은 정의"라고 말하며 분개하였다.
브로더릭은 2003년 봄에 유가족들을 만나는 것에 동의하였고 사고에 대한 사과를 전하기로 하였다.

## 작품

### 영화
| 연도 | 영화                                   | 역할                              | 흥행수익             |
| ---- | -------------------------------------- | --------------------------------- | -------------------- |
| 1983 | 《맥스 듀간의 귀환》                   | 마이클 맥피                       | 미국 1760만 달러     |
| 1983 | 《위험한 게임》                        | 데이비드 라이트먼                 | 미국 7957만 달러     |
| 1985 | 1918                                   | 형제                              |                      |
| 1985 | Master Harold...and the Boys           | 할리                              |                      |
| 1985 | 《레이디호크》                         | 필립 개스톤                       | 미국 1840만 달러     |
| 1986 | 《페리스의 해방》                      | 페리스 벨러                       | 미국 7000만 달러     |
| 1986 | On Valentine's Day                     | 형제                              |                      |
| 1987 | 《X 전략》                             | 지미 가렛                         | 미국 2159만 달러     |
| 1988 | 《결혼의 조건》                        | 카메오                            | 미국 1603만 달러     |
| 1988 | 《총각 쫄병》                          | 유진 모리스 제롬                  | 미국 5168만 달러     |
| 1988 | 《금지된 습관》                        | 알란                              | 미국 487만 달러      |
| 1989 | 《패밀리 비지니스》                    | 아담 맥멀린                       | 미국 1219만 달러     |
| 1989 | 《영광의 깃발》                        | 콜로넬 로버트 굴드 쇼             | 미국 2680만 달러     |
| 1990 | 《프레쉬맨》                           | 클라크 켈로그/해설                | 미국 2140만 달러     |
| 1992 | 《누드 탈출》                          | 빌 캠프벨                         | 미국 166만 달러      |
| 1993 | 《그 남자의 방 그 여자의 집》          | 샘 레스터                         | 미국 188만 달러      |
| 1994 | 《라이온 킹》                          | 성인 심바 (목소리 연기)           | 미국 7억 8384만 달러 |
| 1994 | 《미세스 파커》                        | 찰스 맥아더                       | 미국 214만 달러      |
| 1994 | 《로드 투 웰빌》                       | 윌리엄 라이트바디                 | 미국 656만 달러      |
| 1995 | 《욤욤 공주와 도둑》                   | 구두장이 택 (목소리 연기)         | 미국 30만 달러       |
| 1996 | 《케이블 가이》                        | 스티븐 M. 코박스                  | 미국 1억 280만 달러  |
| 1996 | 《인피니티》                           | 리처드 페이먼                     | 미국 19만 5천 달러   |
| 1997 | 《애딕티드 러브》                      | 샘                                | 미국 3460만 달러     |
| 1998 | 《고질라》                             | 닥터 니코 "닉" 타토포로스         | 미국 3790만 달러     |
| 1998 | 《라이온 킹 2》                        | 성인 심바 (목소리 연기)           |                      |
| 1998 | Walking to the Waterline               | 마이클 우즈                       |                      |
| 1999 | 《일렉션》                             | 짐 매캘리스터                     | 미국 1490만 달러     |
| 1999 | 《형사 가제트》                        | 형사 가제트/로보 가제트/존 브라운 | 1억 3440만 달러      |
| 2000 | 《유 캔 카운트 온 미》                 | 브리안 에버렛                     | 미국 1100만 달러     |
| 2003 | 《뮤직 맨》                            | 해롤드 힐 교수                    |                      |
| 2003 | 《굿 보이!》                           | 허블 (목소리 연기)                | 미국 4531만 달러     |
| 2004 | 《라이온 킹 1½》                       | 성인/청년 심바 (목소리 연기)      |                      |
| 2004 | Marie and Bruce                        | 브루스                            |                      |
| 2004 | 《스텝포드 와이프》                    | 월터 크레스비                     | 미국 1억 150만 달러  |
| 2004 | The Last Shot                          | 스티븐 스카츠                     | 미국 47만 달러       |
| 2005 | 《프로듀서스》                         | 레오 브룸                         | 미국 3806만 달러     |
| 2006 | Strangers With Candy                   | 로저 빅맨                         | 미국 200만 달러      |
| 2006 | 《내 생애 가장 징글징글한 크리스마스》 | 스티브 핀치                       | 미국 3500만 달러     |
| 2007 | Then She Found Me                      | 벤                                |                      |
| 2007 | 《꿀벌 대소동》                        | 아담 플레이맨 (목소리 연기)       | 미국 2억 8708만 달러 |
| 2008 | Diminished Capacity                    | 쿠퍼                              |                      |
| 2008 | Finding Amanda                         | 테일러 피터스                     |                      |
| 2008 | 《작은 영웅 데스페로》                 | 데스페로 (목소리 연기)            |                      |
| 2008 | Wonderful World                        | 벤 싱어                           | 사후 제작            |
| 2009 | Margaret                               | TBA                               | 개봉 예정            |
| 2011 | 타워 하이스트                          | 피츠허그                          |                      |
| 2019 | 원더랜드                               | 아빠 (더빙)                       |                      |

| - Torch Song Trilogy (1981) - Brighton Beach Memoirs (1983) - Biloxi Blues (1985) - How to Succeed in Business Without Really Trying (1995) (revival) - Night Must Fall (1999) (revival) - Taller Than a Dwarf (2000) - The Producers (2001–2002, 2003) - Short Talks on the Universe (2002) - The Foreigner (2004) - The Odd Couple (2005) (revival) - The Philanthropist (2009) (revival) | - Faerie Tale Theatre: Cinderella (1985) - Master Harold...and the Boys (1985) - A Life in the Theater (1993) - The Music Man (2003) - 30 Rock: "Cooter" (2008) |